# Giacomo Fornoni
Giacomo Fornoni (nascido em 26 de dezembro de 1939) é um ex-ciclista italiano que competia em provas de ciclismo de estrada e pista.

## Carreira
Fornoni competiu nos Jogos Olímpicos de 1960 em Roma, onde foi o vencedor e recebeu a medalha de ouro na prova dos 100 quilômetros contrarrelógio por equipes, juntamente com Livio Trapè, Antonio Bailetti e Ottavio Cogliati. Após as Olimpíadas, Fornoni se tornou profissional e competiu até 1969. Ele competiu no Tour de France em 1963, 1965 e 1966.